# Giorgio Valla
Giorgio Valla (* um 1447 in Piacenza; † 1499 in Venedig) war ein italienischer Mediziner, Astronom, lateinischer und griechischer Philologe und Musikologe.

## Leben
Das Geburtsdatum von Valla ist nicht genau zu ermitteln, manche Quellen nennen 1430, andere 1450, wieder andere 1457. Er hatte um 1460 bei Konstantinos Laskaris in Mailand mit dem Griechisch-Lernen begonnen. Er studierte in Pavia bei Giovanni Marliani, dem Leibarzt der Visconti und Professor der Medizin und Astronomie in Mailand und Pavia. Danach lehrte Valla in Mailand, Pavia und Genua. Valla war ab 1476 Professor Humaniorum in Venedig (Nach anderen Angaben, seine Berufung nach Venedig dem venezianischen Patrizier Ermolao Barbaro verdankend, von 1485 bis 1500 Professor für studia humanitatis).
Zu seinen Hauptinteressen gehörten die Mathematik und die Naturwissenschaften. Im Jahr 1496 wurde bei Gregorio De Gregori in Venedig seine Übersetzung der Magna Moralia gedruckt. Seine Übersetzung der aristotelischen Poetik erschien 1498 bei Simon Papiensis Bevilaqua ebenfalls in Venedig. Zudem übersetzte Valla (wie bei seiner Aristoteles-Übersetzung den Ansprüchen der Humanisten entsprechend) medizinische Texte, insbesondere von Galenos.

## Schriften
- als Übersetzer von Galens Περἰ αἱρέσεων τοἶς εἰσαγομένοις: Introductorium ad medicinam. Anhang zu Francesco Filelfo: Orationes et opuscula. Mailand 1483/1483.
- als Übersetzer unter anderem von Galens Texten Περἰ ἀριστῆς κατασκενῆς τοῦ σώματος ἡμῶν (De optima corporis constitutione), Περἰ εὐεζίας (De bono habitu) und Περἰ ἀνωμάλου δυσκρασίας (De inaequali temperie) sowie (exzerpiert unter dem Titel De praesagitura) Περἰ συστάσεως ἰατρικῆς. Ausgabe bei Bevilaqua, Venedig 1498.
- De simplicium natura. Sybold, Straßburg 1528. Digitalisierte Ausgabe der Universitäts- und Landesbibliothek Düsseldorf
- als Übersetzer des pseudo-galenischen Praesagium: De urinae significatione [ex Hippocrate]. Sybold, Straßburg 1528 oder 1529. Digitalisierte Ausgabe
- In Ciceronis partitiones commentaria. Firmanus, Venedig 1502. Digitalisierte Ausgabe